# Vlag van Koewacht

Vlag van Koewacht

De vlag van Koewacht was een concept gemeentevlag voor de Zeeuwse gemeente Koewacht. Deze vlag is in 1970 door ir. A.J. Beenhakker ontworpen omdat Koewacht geen eigen vlag had. De beschrijving luidt: 
Dire banen van geel, rood, geel, waarvan de hoogten zich verhouden als 2:1:2, met daarop evenwijdig aan de broek een groene balk, waarvan de hoogten zich verhouden als 2:1:4
De kleuren van de vlag zijn ontleend aan het gemeentewapen. De groene en rode banen verwijzen naar de straten die vlak bij de grens staat.
Tot 1 april 1970 vormde Koewacht een zelfstandige gemeente, toen ging het op in de nieuwe gemeente Axel en daardoor is de concept gemeentevlag geannuleerd. Later werd het ontwerp aangenomen als dorpsvlag. Op 1 januari 2003 werd de gemeente Axel opgeheven, sindsdien maakt Koewacht deel uit van de gemeente Terneuzen.

## Verwante afbeelding

Het wapen van Koewacht

Boschkapelle
· Cadzand
· Clinge
· Eede
· Graauw en Langendam
· Haamstede
· 's-Heer Arendskerke
· 's-Heerenhoek
· Heille
· Heinkenszand
· Hengstdijk
· Hoedekenskerke
· Hoek
· Hoofdplaat
· Koewacht
· Kwadendamme
· Nieuwerkerk
· Nieuwvliet
· Ossenisse
· Ouwerkerk
· Overslag
· Philippine
· Retranchement
· Rilland
· Scharendijke
· Serooskerke (Schouwen-Duiveland)
· Serooskerke (Veere)
· Sint Anna ter Muiden
· Sint-Annaland
· Sint Kruis
· Sirjansland
· Stoppeldijk
· Yerseke